# Helotes qinglanensis
Helotes qinglanensis és una espècie de peix pertanyent a la família dels terapòntids i l'única del gènere Helotes.

## Hàbitat
És un peix marí, demersal i de clima tropical.

## Distribució geogràfica
Es troba al Pacífic nord-occidental: la Xina.

## Observacions
És inofensiu per als humans.